# Parafia Wniebowzięcia Najświętszej Maryi Panny w Siemiatyczach
Parafia pw. Wniebowzięcia Najświętszej Marii Panny w Siemiatyczach – rzymskokatolicka parafia należąca do dekanatu Siemiatycze, diecezji drohiczyńskiej, metropolii białostockiej. Parafia jest siedzibą dekanatu Siemiatycze, a jej proboszcz piastuje także funkcję dziekana.

## Historia

### XV wiek
Książę czerski i warszawski Bolesław IV (1421–1454) w 1443 roku nadał Siemiatycze Stanisławowi Borucie z Falent h. Rogala (zm. ok. 1461), chorążemu warszawskiemu (1434–1443; 1461) oraz namiestnikowi ziemi drohickiej i brańskiej (1440–1444). Po zajęciu w 1444 roku ziemi drohickiej przez wojska litewskie Kazimierza Jagiellończyka (1427–1492), wielkiego księcia litewskiego (1442–1447), dziedzic Siemiatycz uciekł z Podlasia, otrzymując od księcia Bolesława IV w tymże roku Słomino na Mazowszu, w 1450 roku Wykowo, a wkrótce starostwo ciechanowskie (1452) i liwskie (1453). Dobra siemiatyckie zaś zostały przekazane przez Kazimierza IV Jagiellończyka, króla polskiego (1447–1492), Michałowi Kmicie Sudymontowiczowi z Chożowa (zm. ok. 1469).
Dnia 6 lutego 1456 roku wspomniany Michał Kmita ufundował tutaj pierwszy drewniany kościół pw. Boga Wszechmogącego, Błogosławionej Dziewicy Maryi i Wszystkich Świętych. Z jego nadania uposażenie kościoła stanowiły między innymi: karczma i wieś Cecele. Plebanem kościoła w latach 1470–1477 był ks. Andrzej, a w 1480 roku ks. Paweł. Po śmierci Michała Kmity właścicielem Siemiatycz został jego brat – Olechno (Aleksander) Sudymontowicz z Chożowa h. Trąby (zm. 1491), kanclerz Wielkiego Księstwa Litewskiego (1477–1491) i wojewoda wileński (1476–1491), który 15 maja 1489 roku zapisał Siemiatycze swoim córkom Zofii i Aleksandrze. 
W dniu 15 lutego 1492 roku Zofia Kieżgajłowa z mężem Stanisławem Janowiczem, starostą żmudzkim, sprzedała połowę Siemiatycz swojej siostrze Aleksandrze Tęczyńskiej (zm. 01.10.1522/26) – żonie (od ok. 1484) Mikołaja Tęczyńskiego z Tęczyna h. Topór zwanego Krakowczykiem (zm. 26.10.1497), miecznika krakowskiego (1483–1485) i wojewody bełskiego (1494–1496). 

### XVI wiek
Wspomniana druga córka Olechny Sudymontowicza - Aleksandra żona Mikołaja Tęczyńskiego w dniu 14 września 1513 roku potwierdziła i poszerzyła wcześniejsze nadania stryja na rzecz kościoła siemiatyckiego. W dniu 29 czerwca 1522 roku Aleksandra Tęczyńska żona wojewody ruskiego zapisała wieś Siemiatycze swojej córce Annie. W 1527 roku król Zygmunt I Stary potwierdził w Krakowie sprzedaż dóbr Siemiatycze Bohuszowi Bohowitynowiczowi (zm. 1546) (dokument sprzedaży tenże król potwierdził w Brześciu 30 sierpnia 1543 r.).
W 1541 roku król Zygmunt II August (1548–1572) - na prośbę dziedziców Siemiatycz i Kraśnika – Stanisława Tęczyńskiego (1514–1560), starosty lubelskiego (1547–1560) i jego żony (od ok. 1538) Anny z Bohowitynowiczów (zm. 17.04.1565) - w 1542 roku wydał przywilej na lokację miasta na prawie magdeburskim, a w dniu 8 marca 1544 roku pozwolił Stanisławowi Tęczyńskiemu z Tęczyna, kasztelanowi lwowskiemu, pobudować most na Bugu k. Siemiatycz i pobierać mostowe. W dniu 5 listopada 1546 roku król Zygmunt II przyłączył dobra siemiatyckie do ziemi drohickiej.
Od XVI do XVIII wieku miasto było własnością: Tęczyńskich (1497), Szydłowieckich (1502), Bohowitynowiczów (1527), Tęczyńskich (1538), Olelkowiczów (1558), Radziwiłłów (1578), Sapiehów (od 1599) i Jabłonowskich (1750). Dziedzice Siemiatycz sprawowali patronat nad majątkiem kościelnym. Za czasów Olelkowiczów (ok. 1566) kościół w Siemiatyczach został zamieniony na zbór protestancki. Jego rekoncyliacji w dniu 3 listopada 1618 roku dokonał ks. Andrzej Lipski (1572–1631), biskup łucki (1617–1623).

### XVII wiek
Budowę obecnej, murowanej świątyni pw. Wniebowzięcia NMP w stylu barokowym zainicjował w 1626 roku Leon Iwanowicz Sapieha h. Lis (1557–1633), kanclerz wielki litewski (1589–1623) i wojewoda wileński (1623–1633), a dokończył ją w 1637 roku jego syn Kazimierz Leon Sapieha (1609–1656), marszałek nadworny (1637) i podkanclerzy litewski (1645). Poświęcenia tej świątyni dokonał 15 sierpnia 1638 roku ks. Jan Chrzciciel Zamojski (zm. 01.01.1655), biskup łucki (1654–1655). Kolejnym kolatorem tego kościoła po 1713 roku był Michał Józef Sapieha (1670–1737), pisarz polny litewski (1698–1703; 1705–1730) i wojewoda podlaski (1728–1737).

### XVIII wiek
Na zaproszenie ks. Michała Korwin Krassowskiego (zm. 1770), dotychczasowego proboszcza siemiatyckiego (1713–1719) i wspomnianego księcia Michała Józefa Sapiehy w przybyli do Siemiatycz księża misjonarze św. Wincentego á Paulo, przejmując 29 września 1719 roku parafię i beneficjum. Pierwszym proboszczem misjonarskim został ks. Kazimierz Józef Ottowicz (zm. 30.04.1726). Dokument przekazania parafii podpisał 3 lipca 1722 roku ks. Stefan Rupniewski (1671–1731), biskup łucki (1721–1731). Zakonnicy zbudowali murowany dom (1723), w którym umieścili szkołę, szpital i klasztor (1719–1727), przebudowali fasadę kościoła i kruchtę oraz wznieśli wieżę (1737). Projekty wykonał warszawski architekt Karol Antoni Bay (zm. ok. 1744), a budowniczym był jego zięć włoski arch. Wincenty Rachetti. Przełożonym klasztoru w tym okresie (przez osiem lat) był prawdopodobnie ks. Józef Łukasz Orzechowski (1685–1737). Podczas pożaru północno-wschodniej części miasta w 1758 roku uległ zniszczeniu częściowo kościół parafialny. W ramach przebudowy i rozbudowy Siemiatycz ówczesna właścicielka Siemiatycz i Kocka (1750–1800) – księżna Anna z Sapiehów Jabłonowska (1728–1800) odnowiła w 1777 roku zniszczony kościół i klasztor misjonarzy, zakładając wkrótce jeden z pierwszych w Rzeczypospolitej instytut położniczy (1783–ok.1811). Jej spowiednikiem był ówczesny przełożony księży misjonarzy ks. Jakub Lilienthal (zm. 02.06.1780). W dniu 4 grudnia 1793 r. kościół siemiatycki nawiedził i we mszy św. uczestniczył Stanisław August Poniatowski (1732–1798), ostatni król Polski (1764–1795). W 1794 roku księża lazaryści przekazali liczne srebra na rzecz Insurekcji Kościuszkowskiej.

### XIX wiek
W ramach represji po Powstaniu Listopadowym – ukazem księcia Mikołaja Dołgorukowa, generał-gubernatora grodzieńskiego, białostockiego, mińskiego i wileńskiego (1831–1840), z dnia 16 sierpnia 1832 roku – klasztor księży misjonarzy został zamknięty, beneficjum skonfiskowane, parafia przekazana księżom diecezjalnym, a zakonnicy przeniesieni do Białegostoku. Bezpośrednim powodem likwidacji był udział superiora siemiatyckiego ks. Kajetana Pawła Milewskiego (prob. 1827–1832) w Powstaniu Listopadowym. W czasie publicznej licytacji w 1856 roku większość zabudowań gospodarczych została sprzedana, a murowany spichlerz rozebrano w 1865 roku na budowę cerkwi prawosławnej w Siemiatyczach. Rosjanie skonfiskowali wyposażenie parafii, szkółki i szpitala - przytułku. W XIX wieku parafia obejmowała miasto i 41 wsi, a przy kościele istniały dwa bractwa: św. Trójcy oraz Różańcowe.

## Miejsca święte

### Kościół parafialny
Obecny kościół parafialny pod wezwaniem Wniebowzięcia Najświętszej Marii Panny został konsekrowany w dniu 15 sierpnia 1638  z przez ks. bp łuckiego Jana Chrzciciela Zamojskiego. Świątynia jest budowlą trójnawową, trójprzęsłową typu bazyliki z prezbiterium równym szerokością i wysokością nawie głównej. Ołtarz główny pochodzi z lat 1729–30 i został zaprojektowany przez Karola Baya, a wykonany przez warsztat rzeźbiarski Bartłomieja Michała Bernatowicza z Warszawy.

### Kościoły filialne i kaplice

#### Kaplica św. Anny

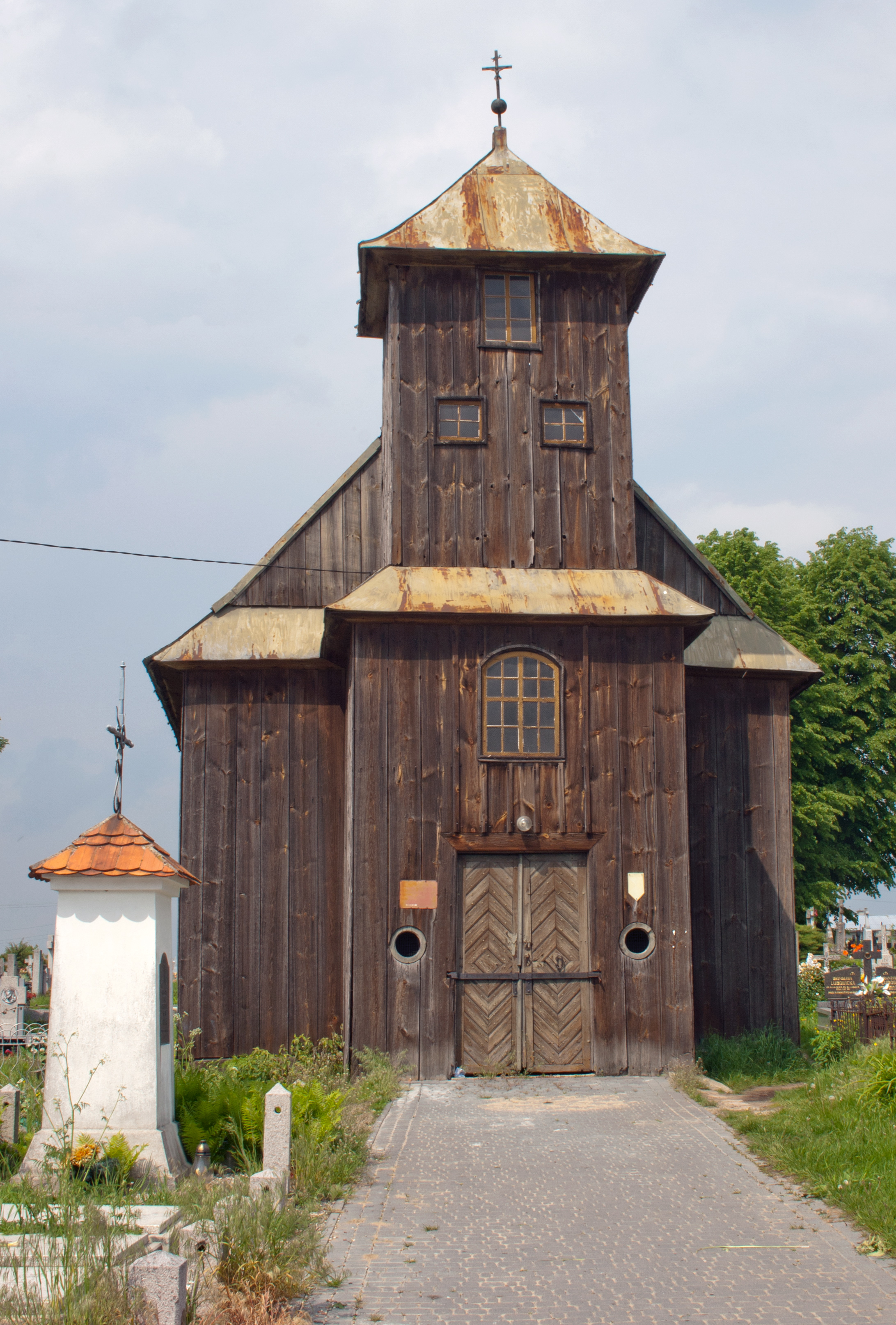
Kaplica pw. św. Anny przed remontem

Parafia opiekuje się również kaplicą cmentarną pod wezwaniem świętej Anny znajdującą się na cmentarzu przy ulicy Ciechanowieckiej. Oficjalnie nie jest ona jednak własnością parafii. Kaplica została wpisana do rejestru zabytków 19 listopada 1966 pod nr A-111. W latach 2013–2015 kaplica przeszła generalny remont.

## Inne budowle parafialne i obiekty małej architektury sakralnej

### Dzwonnica
Dzwonnica wzniesiona w latach 1725–1727 została wkomponowana w murowane ogrodzenie, które otacza cmentarz kościelny. Naprzeciwko fasady kościoła, po drugiej stronie ulicy, stoi murowany budynek wzniesiony w 1723 roku, według projektu Wincentego Rachettiego, jako szkółka parafialna i przytułek (szpital). Obecnie mieści się tutaj sala parafialna.

### Plebania
Plebania znajduje się w pawilonie północno-wschodnim klasztoru pomisjonarskiego, który w latach 1914–1920 został spalony, a następnie rozebrany. W latach 1999–2001 został odbudowany staraniem ks. prał. Zenona Pietrzuczaka (1935–2002), proboszcza siemiatyckiego (1986–2002).

### Dom zakonny Sióstr Karmelitanek
W pobliżu kościoła parafialnego stoi dom zakonny Sióstr Karmelitanek, CIJ wzniesiony w 1982 roku. W latach 2000–2005 został on rozbudowywany według projektu inż. arch. Józefa Matwiejuka z Białegostoku, pod kierunkiem s. Edyty Sumy – z przeznaczeniem na dom rekolekcyjny. Poświęcenia nowej części i kaplicy zakonnej pw. św. Józefa dokonał 19.03.2005 r. ks. bp. Antoni P. Dydycz.

## Zasięg parafii

### Miejscowości i ulice
W granicach parafii znajdują się miejscowości: 

- Cecele (8),
- Klukowo (7),
- Krupice (7),
- Laskowszczyzna (4),
- Leszczka (6),
- Rogawka (5),
- Romanówka (6),
- Słochy Annopolskie (5),
- Turna Mała (5),
- Turna Duża (5)
- Wólka Nadbużna (6)

oraz ulice Siemiatycz: 

- Armii Krajowej nr 1-12,
- Anny Jabłonowskiej,
- Głowackiego,
- Ciechanowiecka,
- Dąbrowskiego,
- Drohiczyńska,
- E. Fieldorfa,
- Franciszka Miłkowskiego,
- Grodzieńska nr 1-32,
- Legionów Piłsudskiego,
- Łąkowa,
- Kilińskiego,
- Krótka,
- Kosynierów,
- Jabłoniowa,
- Małopolska,
- 11 Listopada,
- Lewandowskiego,
- 3 Maja,
- Mokra,
- Ogrodowa,
- Plac Jana Pawła II,
- Powstania Styczniowego,
- Przybyszewskiego,
- Rumiankowa,
- Sadowa,
- Sobieskiego,
- Świętojańska,
- Słoneczna,
- Szarych Szeregów,
- Szpitalna,
- Ks. Ściegiennego,
- Targowa,
- Wesoła,
- Wąska,
- Wiśniowa,
- Witosa,
- Zaszkolna,
- Zielona,
- Żwirki i Wigury
- Żeromskiego

## Duszpasterze

### Proboszczowie
- ks. Michał Korwin Krassowski 1713 – 1719
- ks. Kazimierz Józef Ottowicz 1719 –1726
- ks. prał. Julian Tarasiewicz......- 1968
- ks. prał. Józef Horodeński 1968 – 1986
- ks. prał. Zenon Pietrzuczak 1986 – 2002
- ks. prał. mgr Bogusław Kiszko 2002 - 2012
- ks. prał. mgr Stanisław Ulaczyk 2012[8] - 2016
- ks. kanonik dr Roman Szmurło 2016
- ks. prał. dr Jerzy Cudny 2016 –